# Рексберг (Ајдахо)
Рексберг (енгл. Rexburg) град је у америчкој савезној држави Ајдахо.

## Демографија
По попису из 2010. године број становника је 25.484, што је 8.227 (47,7%) становника више него 2000. године.
| Група             | 2000.          | 2010.          |
| Белци             | 16.183 (93,8%) | 23.151 (90,8%) |
| Афроамериканци    | 51 (0,3%)      | 161 (0,6%)     |
| Азијати           | 114 (0,7%)     | 305 (1,2%)     |
| Хиспаноамериканци | 697 (4,0%)     | 1.435 (5,6%)   |
| Укупно            | 17.257         | 25.484         |